# Piotr Wróblewski (językoznawca)
Piotr Wróblewski (ur. 10 grudnia 1935 w Stacji Brzostowica, zm. 5 marca 2023 w Białymstoku) – polski językoznawca, tłumacz i bibliotekarz, dr hab. nauk humanistycznych.

## Życiorys
Syn Mariana i Olgi. W 1977 r. obronił rozprawę doktorską pt. O prozie Brunona Schulza. Analiza stylistyczno-językoznawcza, a w 1999 r. habilitował się na podstawie pracy zatytułowanej Struktura, typologia i frekwencja polskich metafor. Był zatrudniony na stanowisku profesora w Instytucie Filologii Polskiej na Wydziale Filologicznym Uniwersytetu w Białymstoku oraz na stanowisku profesora nadzwyczajnego w Lingwistycznej Szkole Wyższej w Warszawie.